# Nave a perdere
Nave a perdere è un'espressione d'uso comune nella lingua italiana, utilizzata in ambito giornalistico e saggistico per indicare le navi affondate deliberatamente dalla criminalità organizzata, in un periodo storico durato all'incirca un ventennio, nelle acque solitamente vicine all'Italia, con il loro carico di rifiuti tossici di varia provenienza, per consentirne uno smaltimento illegale e altamente pericoloso per l'ecosistema e per l'uomo.
Non va confusa con l'appellativo "nave dei veleni" utilizzato invece in senso più ampio per qualsiasi imbarcazione trasporti merce particolarmente pericolosa e/o nociva, non necessariamente naufragata ma in regolare servizio.

## Descrizione
Queste navi hanno consentito guadagni grandissimi alla criminalità organizzata (cosa nostra, 'ndrangheta e camorra ma non solo) che ne ha organizzato e gestito il carico e l'affondamento. In alcuni casi le persone collegate agli eventi per le loro indagini in merito sono state uccise; i casi più noti sono quelli della giornalista Ilaria Alpi e del suo operatore Miran Hrovatin e di Natale De Grazia, un ufficiale della Capitaneria di porto morto in circostanze misteriose mentre era in viaggio verso La Spezia per vicende collegate alla Rigel.
Anche alcuni pescherecci italiani sono andati persi, in due casi (Messalina e Arcobaleno) perché speronati da navi sorprese a sversare il loro carico in mare, e in uno (Orca Marina) probabilmente per aver preso con le reti a strascico un container di rifiuti tossici abbandonato da un mercantile.
Il periodo, secondo una indagine di Legambiente, è durato almeno dal 1979 al 2000. Nel 2010 è stata promossa anche una commissione d'inchiesta sulla tematica,  che implica per l'ecomafia un giro di affari per miliardi di euro.
Il 14 febbraio 2017 la Commissione bicamerale di inchiesta sul ciclo dei rifiuti ha avviato la desecretazione dei documenti del Sismi (oggi Aise) tra cui un elenco di 90 navi affondate nel Mediterraneo tra  1989 e il 1995 e legate a presunti traffici di rifiuti tossici e radioattivi.
La stessa Commissione bicamerale d'inchiesta ha approvato, il 28 febbraio 2018, la Relazione sulle "navi dei veleni" e i traffici internazionali di rifiuti negli anni '80 e '90 (relatrice la Presidente della Commissione, Chiara Braga).

## Origine del termine
La prima apparizione sui quotidiani, ricercando sui vari archivi internet delle maggiori testate nazionali (escludendo quindi quelli locali di cui purtroppo non è possibile una ricerca online) parrebbe (il condizionale è d'obbligo, vista la difficoltà delle ricerche) debba essere attribuita al giornalista Pantaleone Sergi, che utilizzò il termine "nave a perdere" (al singolare) il 28 dicembre 1997 in un suo articolo sulla vicenda della fuga dei profughi curdi con la nave Ararat.

## Utilizzo del termine
L'accezione corrente del termine di ambito giornalistico e saggistico ricomprende dunque come "navi a perdere", tutte quelle utilizzate da:
- organizzazioni malavitose per il traffico di rifiuti (in special modo tossici e/o radioattivi) con lo scopo di affondare la nave deliberatamente in acque profonde (simulando il naufragio) per occultarne il carico e smaltirlo in modo illegale, definite anche "carrette del mare" in quanto particolarmente economiche;
- trafficanti di esseri umani (migranti economici) per favorirne l'immigrazione illegale,[8] talvolta anche per mezzo di una nave madre più grande (un mercantile o peschereccio d'altura condotto da uno o più scafisti) che ne cela il carico alle autorità preposte al servizio di sorveglianza marittima per avvicinarsi il più possibile alle coste senza destare sospetti, oppure trainando imbarcazioni più piccole definite "barconi".

## Alcune "navi a perdere"
- Ararat
- Jolly Rosso (arenata sulla spiaggia di Coreca di Amantea) il 14 dicembre 1990
- Aso (affondata al largo di Locri il 16 maggio 1979)
- Eden V
- Panayiota[2]
- Alessandro I[2]
- Cunski (affondata al largo di Cetraro)
- Yvonne A (affondata al largo di Maratea)
- Marco Polo
- Korabi Durres
- Coraline
- Rigel (affondata al largo di Capo Spartivento il 21 settembre 1987)